# Nizam al-Mulk
Ebu Ali Kıvamuddin Hasan bin Ali bin Ishak et-Tûsî, meglio conosciuto con il nome di Niẓām al-Mulk (in persiano خواجه نظام‌الملک طوسی‎; Tus, 10 aprile 1018 – Nahavand, 14 ottobre 1092), è stato uno scrittore persiano, visir dell'Impero selgiuchide.
È considerato come uno dei più grandi uomini di Stato del mondo islamico, tanto da essere ricordato con l’onorifico Niẓām al-Mulk, “Ordine del Potere”. Fu autore di una vasta gamma di rinnovamenti nell’Impero selgiuchide come la costruzione di numerose madrasa e propugnò una nuova legge di tassazione che migliorò le entrate statali.
Inoltre è autore del famoso “Libro del Governo”, trattato di politica scritta ai regnanti, considerato come l’apice raggiunto dagli scrittori musulmani nel genere di filosofia politica durante l’epoca d’oro islamica.
Niẓām al-Mulk fu ucciso dagli assassini della setta ismailita di Ḥasan-i Ṣabbāḥ.

## La vita
Nato a Tūs, in Iran (in prossimità dell'odierna Mashhad), fu inizialmente al servizio dei Sultani dell'Impero ghaznavide. Studiò insieme a Omar Khayyam e Ḥasan-i Ṣabbāḥ, con i quali strinse un rapporto di amicizia.
Niẓām al-Mulk divenne governatore dell'intera provincia del Khorasan nel 1059. Dal 1063 servì in quella stessa qualifica i Selgiuchidi a Balkh. 
Nel 1064 fu nominato visir dell'Impero selgiuchide dopo aver convinto il sultano a rimuovere Al-Kunduri, precedente visir, dal suo incarico; Niẓām al-Mulk preservò tale carica mantenne durante il mandato di Alp Arslan (1063-1072) e di Malikshāh I (1072-1092). Ebbe un'enorme influenza sull'organizzazione del governo selgiuchide, tanto da guadagnarsi il laqab di Niẓām al-Mulk, che significa "l'Ordine del Potere", onorifico conferitogli dal Califfo abbaside del tempo al-Qāʾim bi-amrillāh.
Aveva per lui grande rispetto lo Shaykh della Naqshbandiyya Ebu Ali Farmediye. Egli favorì l'ascesa della corrente sunnita ash'arita di cui fu un propugnatore.
Oltre alla sua straordinaria influenza in veste di vizir, con piena autorità delegatagli dai Sultani che egli fedelmente servì, è anche rinomato per la sistematica istituzione di un gran numero di istituti di istruzione superiore detti Niẓāmiyye, che sono considerate le prime madrase. Esse avevano sede in numerose città dell'Impero selgiuchide, tra cui la più famosa è certamente quella di Baghdad, in cui insegnò anche al-Ghazali, la seconda era quella di Nishapur. Sotto molteplici aspetti, queste strutture d'insegnamento superiore islamico appaiono come le immediate predecessori e modelli delle università che vennero più tardi istituite in Europa.
Niẓām al-Mulk è inoltre ampiamente apprezzato per il suo voluminoso trattato sull'arte del governo Siyāsat-nāma (il Libro del governo). Scrisse anche un'opera intitolata Dustūr al-wuzarāʾ (L'ordinamento dei vizir), redatta per suo figlio Abū l-Fatḥ Fakhr al-Malik, non molto dissimile dal famoso libro del Qābūs-nāma.

## L'assassinio
Niẓām al-Mulk fu assassinato lungo la strada che da Isfahān conduceva a Baghdad il 10 di Ramadan del 485 E., corrispondente al 14 ottobre 1092. La maggioranza della letteratura afferma che egli fu pugnalato da un appartenente alla setta ismailita degli Assassini (Hashshashīn ) vicino Nihāwand, in Persia, mentre si trovava nella sua lettiga. L'omicida gli si era accostato travestito da derviscio.

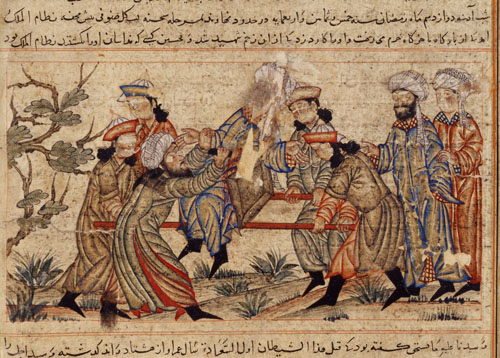
Miniatura che raffigura l'assassinio di Niẓăm al-Mulk

Questo resoconto riveste particolare interesse alla luce della storia, forse apocrifa, narrata dal grande scrittore argentino Jorge Luis Borges. Nel suo racconto, infatti, sarebbe stata raggiunta un'intesa tra un giovane Niẓām al-Mulk (a quell'epoca noto come ʿAbd al-Qāsim) e due suoi amici, Omar Khayyam e Hasan al-Sabbah. Il loro patto consisteva nel fatto che se uno dei tre avesse potuto diventare persona potente ed eminente, si sarebbe avvalsa dell'aiuto degli altri due. Niẓām al-Mulk fu il primo ad assurgere alla notorietà quando fu nominato vizir del sultano selgiuchide Alp Arslan. Per onorare il patto, egli avrebbe offerto ai due amici posizioni e rango adeguato nella corte selgiuchide di Isfahān. Omar rifiutò l'offerta, chiedendo invece che gli si dessero i mezzi per continuare indefinitamente i propri studi. Cosa che Niẓām al-Mulk fece, facendo costruire per lui un osservatorio astronomico. Sebbene anche Ḥasan, come ʿOmar, avesse deciso di accettare la nomina propostagli, dovette però fuggire dopo aver complottato contro il vizir per deporlo. Di conseguenza, Ḥasan passò alla politica militante e conquistò la fortezza di Alamūt, in cui si stabilì, minacciando da lì il mondo sunnita e creando la setta a lui totalmente devota degli Assassini.
Un altro racconto fantastica invece sul fatto che egli sarebbe stato ucciso da un sicario segretamente assunto da Malikshah I, all'interno di una lotta interna di potere. Di conseguenza il suo omicidio fu vendicato più tardi dai fedeli seguaci della Niẓāmiyya, assassinando lo stesso Sultano selgiuchide.
Un'ultima versione rivela invece che egli sarebbe stato assassinato, assieme a Malikshāh nello stesso anno, dopo una disputa tra studiosi sunniti e sciiti organizzato dallo stesso Malikshāh e che si sarebbe concluso con la conversione allo sciismo del Sultano. Tale storia è narrata dal genero di Niẓām al-Mulk, Muqātil b. ʿAtiyya, che avrebbe partecipato a quel dibattito.
Niẓām al-Mulk fu sepolto in un mausoleo vicino a Isfahān, insieme al sultano Malikshāh stesso, che servì per lunghi anni.